# Симон Петљура
Симон Васиљович Петљура (укр. Симон Васильович Петлюра; Симон Васиљевич Петљура, рус. Симон Васильевич Петлюра; Полтава, 10. мај 1879 — Париз, 25. мај 1926) је био украјински публициста, писац, новинар, политичар и национални вођа који је предводио украјинску борбу за независност након Октобарске револуције. Од 1918. до 1920. Петљура се налазио на челу Украјинске Народне Републике.
Петљуру је убио руски Јевреј Шолом Шварцбард.
Петљура је предмет опречних мишљења: неки га сматрају „борцем за слободу који је покушавао да заштити Јевреје“, а други га сматрају „крвавим антисовјетским терористом који је покушао да изазове мржњу између Украјинаца и Руса“, а такође га сматрају да је одговоран за погроме Јевреја.